# Eleccions generals japoneses de setembre de 1894
Les quartes eleccions generals japoneses (第4回衆議院議員総選挙, Dai-yon-kai Shūgiin Giinsō Senkyo) es van celebrar el l'1 de setembre de 1894 per tal de renovar els 300 escons de la Cambra de Representants del Japó, cambra baixa de la Dieta Imperial del Japó. Aquestes eleccions anticipades van celebrar-se pocs mesos després de les de març del mateix any. La Coalició Democràtica (民党, mintō), amb majoria a la cambra baixa des de 1890, es va dissoldre després d'aquestes eleccions en les quals va estar a prop d'aconseguir la majoria absoluta de dos terços. El Partit Liberal (PL), líder de la Coalició Democràtica, va resultar el partit guanyador en vots i escons amb 107 representants, tot i que va perdre 13 en relació amb les eleccions passades. Ni els ciutadans de Hokkaido ni els del regne de Ryūkyū (actual prefectura d'Okinawa) van poder votar, atés a que encara eren "territoris incorporats", no guanyant aquest dret fins al 1912.
D'idèntica manera que a les anteriors eleccions, el dret al sufragi estava dràsticament limitat. Els únics subdits amb possibilitat d'emetre vot eren els varons majors de 25 anys que pogueren pagar 15 iens o més en impostos nacionals i que hagueren residit en la seua prefectura des d'almenys un any abans de les eleccions. Només els subdits varons de més de 30 anys que no foren membres de l'estament nobiliari o kazoku o de la Família Imperial del Japó en qualsevol de les seues branques, podien presentar-se per a l'elecció com a membre de la Cambra de Representants. La cambra baixa estava formada per 300 escons i el mètode d'elecció es basava en un sistema mixt entre l'escrutini majoritari uninominal i l'escrutini majoritari plurinominal. Hi hagueren 214 circumscripcions uninominals i 43 circumscripcions plurinominals en les quals es triaven els 86 representants restants. Hi va haver 542.766 persones amb dret a vot, el que només era un 1% de la població total del país; la participació fou del 84,84% de l'electorat, un lleuger retrocés en relació amb els anteriors comicis.

## Resultats
|              |                                     |         |       |        |     |
| Partit       | Partit                              | Vots    | %     | Escons | +/– |
|              | Partit Liberal                      | n/a     | n/a   | 107    | 13  |
|              | Partit Reformista Constitucional    | n/a     | n/a   | 49     | 11  |
|              | Partit Innovador Constitucional     | n/a     | n/a   | 39     | Nou |
|              | Associació Nacional                 | n/a     | n/a   | 32     | 3   |
|              | Grup Imperial d'Innovació Financera | n/a     | n/a   | 5      | Nou |
|              | Partit Progressista de Chūgoku      | n/a     | n/a   | 4      | Nou |
|              | Independents                        | n/a     | n/a   | 64     | 30  |
| Total        | Total                               | n/a     | 100   | 300    | =   |
|              |                                     |         |       |        |     |
| Vots vàlids  | Vots vàlids                         | 390.687 | n/a   |        |     |
| Vots nuls    | Vots nuls                           | n/a     | n/a   |        |     |
| Participació | Participació                        | 460.483 | 84,84 |        |     |
| Cens         | Cens                                | 542.766 |       |        |     |
| Font:        |                                     |         |       |        |     |